# スプリング・バレー (ニューヨーク州)
スプリング・バレー（Spring Valley）は、アメリカニューヨーク州のロックランド郡にある村。ラマポとクラークスタウンにまたがっている。ニューヨーク・ステート・スルーウェイとメトロノース鉄道が通る。

## 歴史
50年に渡り、スプリング・バレーは、軍用パーツの流通企業であるSarafan Auto Supplyの敷地だった。この企業からは世界中の戦地に物資が輸送された。これにより村は栄えていった。1900年前半、この企業はスプリング・バレーを離れたが、現在でも当時建設された建物が売却され使用されている。

## 駅
ニュージャージー・トランジット パスカック・バレー線のスプリング・バレー駅がある。